# Diego de Argumosa
Diego Manuel de Argumosa y Obregón (Villapresente, Cantabria, 7 de julio de 1792-Torrelavega, 23 de abril de 1865) fue un médico español que llegó a ocupar la cátedra de Cirugía en la facultad de Medicina de la Universidad de Madrid. Distinguido como «El restaurador de la cirugía española», se caracterizó por ser un gran innovador en el campo de la ciencia médica, destacando por realizar el primer ensayo clínico[cita requerida] e impulsar el uso de la anestesia en España, introduciendo el éter en 1847.
Obtuvo gran experiencia y conocimientos como médico durante la Guerra de la Independencia, atendiendo a los heridos en el Hospital de San Rafael de Santander. Buen estudiante, mejor profesional, con dotes de poeta y filósofo, su fuerte carácter le trajo no pocos problemas políticos y académicos. Intervino como científico en el famoso episodio conocido como «Las llagas de sor Patrocinio».
También destacó en su faceta política. Liberal e isabelino, ingresó en el Partido Progresista, con el que llegó a ser segundo alcalde de Madrid y diputado por la provincia de Madrid durante los años 1836 y 1837. Fue nombrado médico de cámara de la reina Isabel II, cargo que nunca llegó a ejercer, por voluntad propia.
De carácter generoso, muchos de los ingresos y remuneraciones que obtuvo, tanto por su faceta política como médica, fueron destinados a obras sociales, destacando los 2000 reales para equipar y vestir a las tropas españolas, embarcadas en guerras coloniales.
Tras la muerte de su familia y su jubilación a los 62 años, se retiró a su pueblo natal y falleció en Torrelavega.

## Biografía

### Formación y primeros años
Diego de Argumosa nació el 7 de julio de 1792 en la localidad cántabra de Villapresente, perteneciente al municipio de Reocín; hijo de Juan Antonio de Argumosa, médico local, y de Úrsula Obregón, ambos hijosdalgos. Cursó sus primeros estudios en la escuela del pueblo y el bachillerato en el Colegio de los Padres Escolapios de Villacarriedo, también en Cantabria.

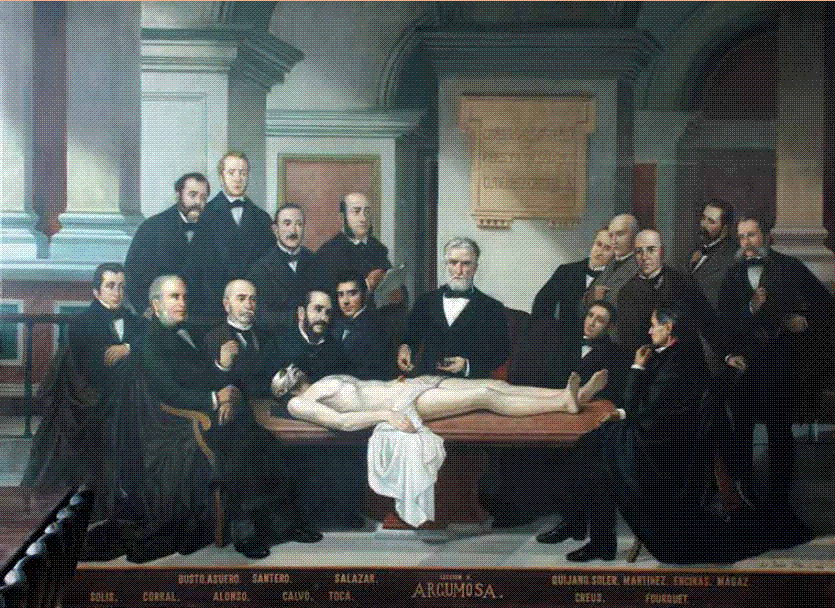
Copia del lienzo pintado por Antonio Bravo en 1880, expuesto en la Facultad de Medicina de Santander, en el que el Dr. de Argumosa aparece en el centro.

Durante la Guerra de la Independencia estuvo enrolado en el Batallón Tercero de Tiradores de Cantabria, y ejerció como practicante en la Sección Militar del Hospital de San Rafael de Santander —actual sede del Parlamento de Cantabria— atendiendo a los heridos españoles que luchaban contra el ejército napoleónico. También acompañó a las tropas en sus marchas por las montañas, razón por la que se le deformaron los pies y le quedó una cojera de por vida.
Al acabar la contienda, en 1814, obtuvo el título de bachiller por la Universidad de Alcalá, ingresó después en el Colegio de Cirugía de San Carlos de Madrid —actual edificio del Museo Nacional Centro de Arte Reina Sofía—, y se licenció en Cirugía Médica.
En 1820 obtuvo el título de doctor con su tesis titulada De prognosis in febribus acutis. Después de aprobar en 1821 la oposición de Catedrático supernumerario de Cirugía, ejerció como profesor interino en el Colegio de Cirugía de Burgos durante dos años. De regreso a Madrid obtuvo plaza como profesor disección, compaginando esta actividad con sus estudios y el mantenimiento de su madre y hermanos, ya que su padre había sido desterrado a Londres por motivos políticos. Sin gran experiencia todavía en el magisterio, sus clases iniciales siguieron la línea marcada por el doctor Roche, cirujano francés y autor del libro Medicina y cirugía, que Argumosa tradujo al español en 1828. Como profesor de disección estuvo hasta 1829, cuando consiguió la Cátedra de Afectos Externos y Operaciones del Colegio de San Carlos; posteriormente se dedicó a la Clínica Quirúrgica. Además, en esos años, contrajo matrimonio con Micaela, hija del escultor Juan Adán Morán, con quien tuvo tres hijos: Diego, que murió a la temprana edad de 9 años; Isabel y Natalia, pintora y grabadora, a quienes también sobreviviría.

### Época de innovaciones
Durante el desarrollo de su actividad académica, tanto teórica como práctica, Argumosa se convirtió en el cirujano más prestigioso y brillante del país, destacando por lo acertado de sus diagnósticos y por la gran precisión, orden y recta metodología en la ejecución de todas sus operaciones.

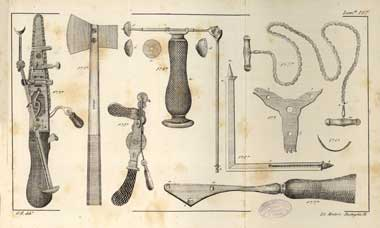
Material quirúrgico que utilizaba Diego de Argumosa. Lámina de su obra Resumen de cirugía, 1856.

El 13 de enero de 1847, introdujo en España la anestesia por inhalación de éter sulfúrico, tan solo tres meses después de que John C. Warren y William T. G. Morton lo aplicaran por primera vez en la ciudad de Boston y 15 meses después de que fuera experimentado en la Academia de Medicina de París por François Magendie. Para la administración del anestésico utilizó una vejiga de vaca que contenía una onza de éter, unida, mediante una cánula metálica, a la boca del paciente, por donde respiraba. Posteriormente también empleó cloroformo como anestésico.
Gran renovador de la técnica quirúrgica general, cambió la posición en la que se operaba a los enfermos, tumbados en vez de permanecer sentados, como se hacía hasta aquel momento, para que los pacientes soportaran mejor el dolor. Ideó nuevos sistemas de amputación del muslo y de la fístula anal, que reflejó en diferentes monografías. Fue el inventor de la «sutura hilvanada», que usó en aneurismas. También fue de los primeros en practicar la fleborrafia, sutura del desgarro de una vena. Introdujo numerosas innovaciones, algunas en el campo de la medicina general. Fue el precursor de la asepsia y antisepsia, con cuidado excepcional en la limpieza de las manos, los instrumentos utilizados y el campo de operaciones, aislando a los pacientes mientras eran operados, en lugar de hacerlo en la misma habitación con otros enfermos. Por otra parte, elaboró una sutura intestinal que permitía la expulsión natural por esa vía de los hilos utilizados, en vez de tener que ser quitados a través de una incisión laparotómica, como se hacía hasta entonces.
Además, fue gran innovador en técnicas más específicas del campo de la otorrinolaringología, tales como el método de la blefaroplastia para extirpar tumores del párpado inferior, cánceres del pómulo de la cara y tratar la pérdida total de la mitad externa de ambos párpados; la técnica de queiloplastia para tratar los cánceres labiales y mejoras en las rinoplastias. También ideó un siringotomo, un tipo especial de bisturí.
Entre las novedades que aportó en el campo de la urología se encuentran la técnica de punción vesical o la de la cistotomía, diferentes métodos de talla —técnica para extraer cálculos de la vejiga—, uretrotomías externa e interna. Inventó el método de ligadura subcutánea de las venas del varicocele mediante el nudo «de pescador» e intervenciones en genitales.
Sus contribuciones a la artrología también fueron importantes, aunque fueron sus discípulos quienes las desarrollaron posteriormente. Creó escuela que fue continuada por dos de sus discípulos principalmente: Juan Creus, precursor de la taurotraumatología y Melchor Sánchez de Toca.
En 1854 se retiró a Torrelavega para escribir Resumen de Cirugía, obra cumbre publicada en dos volúmenes y un atlas en 1856. Basándose en su amplia experiencia, la obra sintetiza los conocimientos de cirugía de la época y todas sus innovaciones, acompañada de láminas grabadas por su hija Natalia y de la descripción de diverso instrumental quirúrgico que mandó fabricar para sus intervenciones.

#### Las llagas de sor Patrocinio

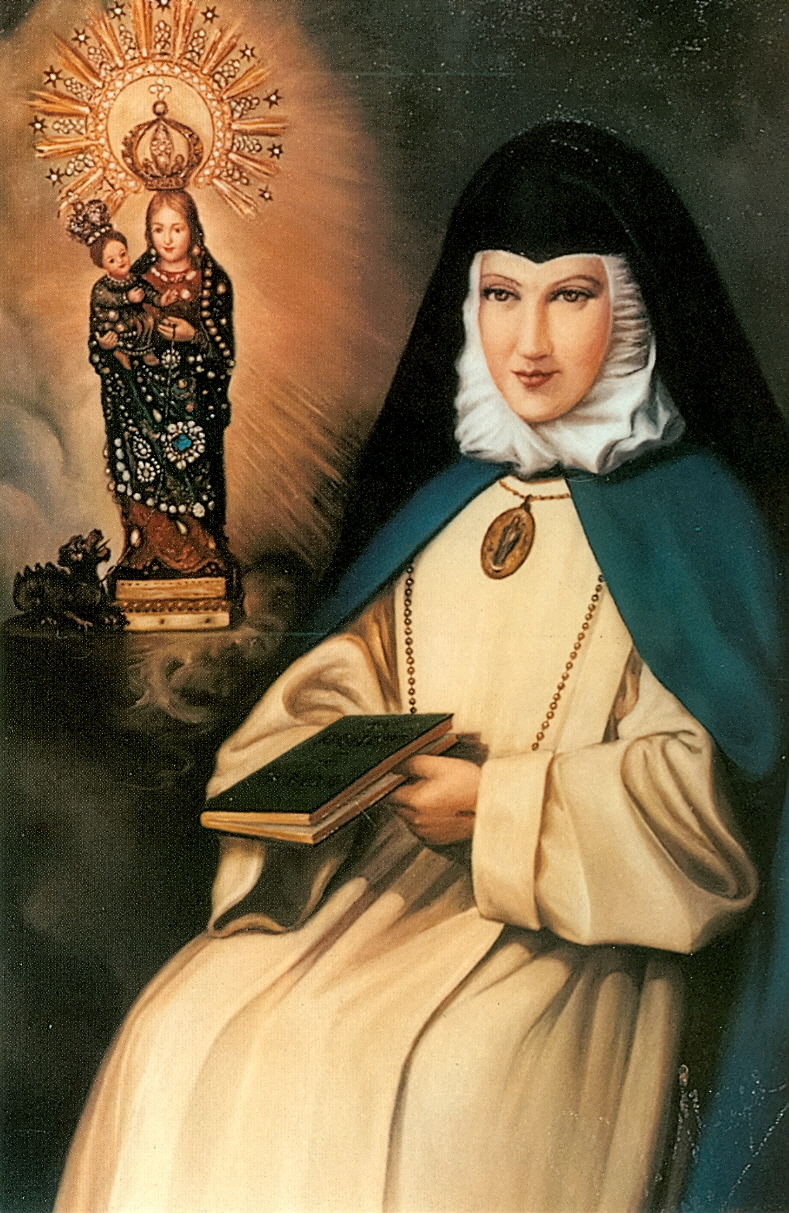
Diego de Argumosa fue requerido judicialmente para estudiar el caso de las llagas de Sor Patrocinio.

En pleno Romanticismo, hubo en la villa de Madrid un suceso que atravesó fronteras. Una novicia, llamada sor Patrocinio presentaba los «estigmas de Jesucristo»: unas pequeñas erosiones en manos, pies y en un costado.
En poco tiempo, la fama de sor Patrocinio se fue extendiendo, y antes de cumplir los 25 años ya era considerada una santa en vida. Se acercaban al convento donde residía fieles de toda condición: pueblo llano, aristócratas y cortesanos de la reina Isabel II y su marido Francisco de Asís de Borbón.
En 1835, Argumosa y dos colegas suyos fueron requeridos judicialmente para estudiar el caso de las llagas. Desinfectaron y trataron las úlceras de forma que en menos de tres semanas todas las heridas estuvieron cicatrizadas y la novicia fue dada de alta.
La monja fue desterrada a Talavera de la Reina y, a pesar de que las autoridades religiosas y civiles estuvieron de acuerdo con la sentencia del juez, que la señalaba como fraudulenta, algunos no aceptaron que Argumosa la sanara e incluso fue atacado por un antiguo discípulo suyo, José Alarcón Salcedo.

Algunos creyentes no solamente me cerraron las puertas de sus casas, sino también las del cielo.
Diego de Argumosa

No obstante, durante el proceso, un fraile confesor propuso a la novicia viajar con él a Roma para que fundara nuevos conventos, a la vez que le dio una bolsita con una sustancia, la cual, colocada sobre cualquier parte del cuerpo, provocaba una pequeña lesión, a modo de llaga.

### Decadencia y fallecimiento
A lo largo de su carrera, Argumosa se granjeó el respeto y admiración de muchos, pero igualmente el rencor y envidia de no pocos. Obtuvo la Cátedra en 1829 fundamentalmente por sus conocimientos y dotes oratorias; en ese trance, era el tercero en discordia de la terna que formaba junto a Bartolomé Obrador, apadrinado por el infante Carlos María Isidro, y Cándido Callejo, apadrinado por el ministro Francisco Tadeo Calomarde, lo que le enemistó con todos ellos.
Debido a su recto carácter, hacia 1848 se enfrentó públicamente a Joaquín Hysern al escribir este un libro «incompleto y lleno de errores», a decir de Argumosa, basado en sus clases prácticas. En 1850 publicó unos artículos en el periódico La Unión en los que llamó «prevaricadores universitarios» a algunos profesores —José María López y Manuel Soler— que se querellaron contra él. Argumosa fue absuelto por calumnias y condenado por injurias a 24 meses de destierro, multa de 100 duros y suspensión de cargo y derechos políticos durante la condena.
Poco después de la rápida y consecutiva muerte de sus dos hijas, el 27 de enero de 1854 se jubiló a la edad de 62 años, después de sufrir contrariedades en la cátedra por razones de tipo político. Se retiró a Villapresente, subvencionando al hospital de Torrelavega con 30 reales al mes.
Diego de Argumosa falleció en Torrelavega a los 72 años de edad, el 23 de abril de 1865.

## Reconocimientos y distinciones

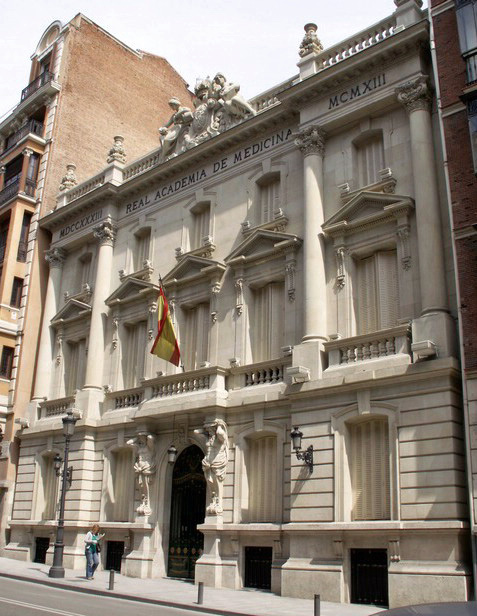
Real Academia Nacional de Medicina a la que Diego de Argumosa pertenecía desde 1831.

- Miembro de la Real Academia de Medicina (1831).
- Condecoración de Fernando VII (1844).
- Comendador de la Real y Distinguida Orden Española de Carlos III (1852).
- Miembro de Honor de La Academia de Medicina de Cantabria (1980).[14]
- Pertenencia a buena parte de las academias nacionales.
- Académico de la Real Academia de Ciencias y Artes de Barcelona.
- Miembro de la Academia Nacional de Medicina de México.
- Miembro de la Sociedad de Médicos de Atenas.
- Reconocimiento de instituciones extranjeras como las academias de París y Múnich.
- Condecorado con la Gran Cruz de la Beneficencia.

Madrid dedica una calle a su nombre: Calle de Argumosa, cercana al que fue su lugar de trabajo.

## Obras publicadas
- Nuevo método de circuncisión (Madrid, 1834).
- Curación radical del hidrocele por el método de los bordones ideado y seguido hace algún tiempo (Madrid, 1847).
- Observación de un sarcocele: nuevo procedimiento para curarlo mediante la ligadura subcutánea del cordón espermático a fin de producir la atrofia del testículo (Madrid, 1848).
- Resumen de Cirugía (Madrid, 1856).

### Consultada
- Asociación Española de Urología. «100 Figuras de la Urología Española - Diego de Argumosa y Obregón (1792-1865)». Archivado desde el original el 19 de agosto de 2011. Consultado el 29 de diciembre de 2010.

- Bar Cendón, Antonio (1995). De la montaña a Cantabria: la construcción de una comunidad autónoma. Universidad de Cantabria. ISBN 84-8102-112-1.

- Bustamante, de y Urrutia, José María (1959). Catálogos de la Biblioteca Universitaria. El Eco Franciscano.

- Comunidad de Madrid. Salud Madrid. «...se cumplen en estas fechas 163 años desde la primera demostración pública del uso de la anestesia general en una intervención quirúrgica». Consultado el 29 de diciembre de 2010.

- Constitución de la monarquía española promulgada en Madrid a 18 de junio de 1837. Madrid. 1837. ISBN 531864262X |isbn= incorrecto (ayuda). Consultado el 13 de enero de 2011.

- Gobierno de Cantabria. El Diario Montañés. «Cantabria 102 Municipios - Saja - Nansa - Reocín - Personajes». Consultado el 11 de diciembre de 2010.

- Franciscanos. «MARÍA DE LOS DOLORES Y PATROCINIO (Quiroga y Capopardo) Sor Patrocinio, la Monja de las Llagas (1811-1891)». Enciclopedia Franciscana. Consultado el 23 de diciembre de 2010.

- Fresquet, José L. «Diego Argumosa y Obregón (1792-1865)». Consultado el 29 de diciembre de 2010.

- Hospital de Clínicas Caracas. «Historia de la anestesia». Archivado desde el original el 3 de marzo de 2009. Consultado el 29 de diciembre de 2010.

- García del Moral, José (1906). Galería de Escritores Médicos Montañeses. Santander. p. 19. Consultado el 13 de febrero de 2011.

- López Piñero, José María (2002). La Medicina en la Historia. Madrid: La Esfera de los Libros. ISBN 8497340892.

- Perera y Prast, Arturo (1968). «La atormentada vida del doctor Argumosa».  En Real Academia Nacional de Medicina (http://ranm.insde.es/), ed. Anales de la  Real Academia Nacional de Medicina (Madrid) LXXXV: 207-229. ISSN 0034-0634. Consultado el 7 de enero de 2011.

- Urrero Peña, Guzmán. Diego de Argumosa y Obregón - Humanidades. ISSN 1989-8584. Consultado el 29 de diciembre de 2010. (enlace roto disponible en Internet Archive; véase el historial, la primera versión y la última).

- Vázquez de Quevedo, Francisco (octubre-diciembre, 2005). «Diego de Argumosa. Restaurador de la cirugía española. Retrospectiva» (pdf). La Revista de Cantabria (Caja Cantabria) 121: 32-35. ISSN 1988-9070. Consultado el 23 de diciembre de 2010. (enlace roto disponible en Internet Archive; véase el historial, la primera versión y la última).

### Complementaria
El lector puede consultar esta bibliografía si desea ampliar la información mostrada.
- Albarracín Teulón, Agustín (1956). Diego de Argumosa y Obregón, cirujano español del siglo XIX. XV Congreso Internacional de Historia de la Medicina.

- Álvarez Sierra, José (1924). Los Médicos Españoles en el siglo XIX. La Medicina Ibera.

- Álvarez Sierra, José (1961). Historia de la Cirugía Española. Diana Artes Gráficas.

- Comenge y Ferrer, Luis (1914). La Medicina en el siglo XIX. Apuntes para la Historia de la Cultura Médica en España. José Espasa.

- Enciclopedia universal ilustrada europeo-americana XLVIII. Barcelona: Hijos de J. Espasa. 1922. «pp. 1436-1437».

- Maganto Pavón, Emilio (2000). La Urología Española durante el siglo XIX y principios del XX. Edicomplet.

- Sornivalls, Guillermo (1970). La obra quirúrgica de Diego de Argumosa. Científico Médica.

- Vázquez Quevedo, Francisco (1994). La Cirugía Española. IATROS.